# Lys de Darmen
Lys de Darmen (né le 5 avril 1977) est un étalon alezan, inscrit au stud-book du Selle français, issu d'un père Anglo-arabe.

## Histoire
Il naît le 5 avril 1977 à l'élevage de Raymond Groult, à Boutteville dans le Cotentin, partie Nord du département de la Manche. Raymond Groult, au contraire de nombreux éleveurs de son époque, n'utilise pas d'affixe mais donne à ses chevaux un nom contenant la suites de caractères « armen », comme Miss Carmen, Darmen et Varmen, issus du même élevage que Lys de Darmen.

## Description
Lys de Darmen est un étalon de robe alezane, inscrit au stud-book du Selle français.

## Origines
Lys de Darmen est un fils de l'étalon Anglo-arabe Et Hop, et de la jument Selle français Darmen, par Tanael. Il provient d'un élevage débuté en 1954 avec l'acquisition de sa jument fondatrice, Carmen, par Vas y donc, croisée avec des étalons originaires du Cotentin.

## Descendance
L'influence de cet étalon est perceptible durant les Championnats d'Europe de saut d'obstacles 2011 à travers son petit-fils Ninja la Silla, monté par Rolf-Göran Bengtsson.